# Beppe Gabbiani
Giuseppe "Beppe" Gabbiani (Piacenza, 1957. január 2.) olasz autóversenyző.

## Pályafutása
1978 és 1982 között részt vett az európai Formula–2-es bajnokság több versenyén. Ez időszak alatt több dobogós helyezést is szerzett, valamint két alkalommal (1979-ben és 1982-ben) is az ötödik helyen zárt az összetett értékelésben.
1978-ban és 1981-ben a Formula–1-es világbajnokság futamain is szerepelt. A 78-as szezonban mindössze az amerikai és a kanadai nagydíjakon volt jelen. Ezek egyikén sem ért el a futamon való induláshoz szükséges limitet. Az 1981-es szezon mind a tizenöt versenyén részt vett, ám ekkor is csak három futamra tudta kvalifikálni magát.
Pályafutása során öt alkalommal állt rajthoz a Le Mans-i 24 órás versenyen, azonban az öt verseny egyikén sem ért célba.

## Eredményei

### Le Mans-i 24 órás autóverseny
| Év   | Csapat                    | Autó                    | Csapattárs        | Csapattárs            | Helyezés | Kiesés oka |
| ---- | ------------------------- | ----------------------- | ----------------- | --------------------- | -------- | ---------- |
| 1981 | Martini Racing            | Lancia Beta Monte Carlo | Emanuele Pirro    |                       | Kiesett  | Baleset    |
| 1984 | Scuderia Jolly Club       | Lancia LC2              | Pierluigi Martini | Xavier Lapeyre        | Kiesett  |            |
| 1986 | Dome Co. Ltd.             | Dome 86C-L              | Szuzuki Tosio     | Eje Elgh              | Kiesett  | Turbóhiba  |
| 2003 | Racing for Holland        | Dome S101               | Felipe Ortiz      | Tristan Gommendy      | Kiesett  | Baleset    |
| 2006 | Creation Autosportif Ltd. | Creation CA06/H         | Felipe Ortiz      | Jamie Campbell-Walter | Kiesett  | Motorhiba  |

### Teljes Formula–1-es eredménylistája
(Táblázat értelmezése)

(Félkövér: pole-pozícióból indult; dőlt: leggyorsabb kört futott) 

| Év   | Csapat               | Modell       | Motor       | 1      | 2      | 3      | 4      | 5      | 6      | 7      | 8      | 9      | 10     | 11     | 12     | 13     | 14     | 15     | 16     | Helyezés | Pont |
| ---- | -------------------- | ------------ | ----------- | ------ | ------ | ------ | ------ | ------ | ------ | ------ | ------ | ------ | ------ | ------ | ------ | ------ | ------ | ------ | ------ | -------- | ---- |
| 1978 | Team Surtees         | Surtees TS20 | Cosworth V8 | ARG    | BRA    | RSA    | USW    | MON    | BEL    | ESP    | SWE    | FRA    | GBR    | GER    | AUT    | NED    | ITA    | USA Nk | CAN Nk | -        | 0    |
| 1981 | Osella Squadra Corse | Osella FA1B  | Cosworth V8 | USW Ki | BRA Nk | ARG Nk | SMR Ki | BEL Ki | MON Nk | ESP Nk | FRA Nk | GBR Nk | GER Nk | AUT Nk | NED Nk | ITA Nk | CAN Nk | CPL Nk |        | -        | 0    |

## Külső hivatkozások
- Hivatalos honlapja (olaszul) (angolul)
- Profilja a grandprix.com honlapon (angolul)
- Profilja a statsf1.com honlapon (angolul)
- Profilja a driverdatabase.com honlapon (angolul)